# Admiral Flota Kasatonov (461)
Admiral Flota Kasatonov (Адмирал флота Касатонов) é um navio da classe Admiral Gorshkov da Marinha Russa e o segundo navio da classe. 

## Projeto
A classe Admiral Gorshkov é a sucessora das fragatas Neustrashimyy e Krivak . Ao contrário de seus predecessores da era soviética, os novos navios são projetados para várias funções. Eles devem ser capazes de executar ataques de longo alcance, conduzir a guerra anti-submarina e realizar missões de escolta.

## Construção e serviço
O Admiral Flota Kasatonov foi lançado no dia 12 de dezembro de 2014 e comissionado em 21 de julho de 2020.  O navio recebeu o nome do herói da frota da União Soviética, almirante Vladimir Kasatonov. O almirante Kasatonov é designado para a 43ª Divisão de Navios de Mísseis da Frota do Norte da Rússia em Severomorsk. Em 2020, o casco número 431 foi substituído por 461.
Após seu comissionamento, o navio realizou exercícios antissubmarinos no Mar de Barents e, em 29 de setembro de 2020, disparou um míssil de cruzeiro Kalibr do Mar Branco contra um alvo terrestre localizado em um campo de treinamento na região de Arkhangelsk. Entre 2019 e 2020 ela testou um novo sistema de armas antissubmarino Otvet.

### 2021
O Admiral Flota Kasatonov deixou seu porto natal de Severomorsk para sua primeira implantação distante em 30 de dezembro de 2020 junto com o rebocador Nikolay Chiker sob o comando do capitão de 1º escalão Vladimir Malakhovsky. Em 14 de janeiro de 2021, o navio entrou no Mar Mediterrâneo pelo Estreito de Gibraltar. Em 18 de janeiro de 2021, ela fez uma visita à Argélia. Entre 2 e 4 de março, o Admiral Flota Kasatonov visitou a base naval turca em Aksaz. Entre 2 e 5 de março, Nikolay Chiker e Vyazma escalaram Limassol novamente,  e entre 8 e 10 de março, o almirante Kasatonov também.  Ela também visitou Tartus , na Síria.
Em 15 de março, o navio monitorava o porta-helicópteros de assalto anfíbio francês Tonnerre, que se aproximava de Chipre na direção de Creta. O grupo de ataque do porta-aviões USS  Dwight D. Eisenhower também esteve ativo na área, após exercícios com a Marinha Grega em 11 de março.  De 23 a 26 de março, o navio voltou ao Pireu para participar das comemorações do 200º aniversário da independência grega (Comemoração de 25 de março de 1821 ). Em 2 de abril, o destacamento de navios transitou pelo estreito de Gibraltar para o oeste. 
Em 23 de abril, o Admiral Flota Kasatonov retornou a Severomorsk, sendo saudado pelo comandante da Marinha Russa Nikolay Yevmenov, e pelo comandante da Frota do Norte, Aleksandr Moyseev.

### 2022
Em 7 de fevereiro de 2022, a fragata foi despachada para o Mar Mediterrâneo junto com o contratorpedeiro Vice-Almirante Kulakov, o cruzador Marshal Ustinov e o petroleiro Vyazma, fortalecendo o 5º Esquadrão Operacional. Mais tarde, o navio teve o acesso negado ao Mar Negro depois que a Turquia fechou o estreito turco a todos os navios de guerra estrangeiros. O grupo de batalha deixou o Mediterrâneo em 24 de agosto de 2022, retornando a Severomorsk, enquanto o almirante Kasatonov permaneceu no Mediterrâneo.
No final de novembro, ela estava ausente de Tartus, provavelmente acompanhando o porta-aviões francês, implantado no Mediterrâneo Oriental.